# Línguas de sinais de aborígenes australianos
Muitas culturas aborígenes australianas têm uma linguagem cifrada manualmente, uma língua de sinais como contrapartida da sua linguagem oral. Isto parece estar relacionado com vários tipos de "discurso evasivo" (tabus da fala) entre certos parentes ou em determinados períodos, como durante um período de luto para as mulheres ou durante as cerimônias de iniciação para os homens, como já ocorreu também a língua gestual armeniana das mulheres, mas ao contrário de língua gestual dos Índios das Planícies, que não envolviam um discurso tabu ou uma linguagem gestual para surdos, que não são codificações da linguagem oral. Há alguma semelhança entre os grupos vizinhos, e alguns pidgins como ocorre com aquelas dos índios das grandes planícies dos Estados Unidos.
As línguas de sinais parecem ser mais desenvolvidas nas áreas onde há uso mais extenso de tabus da fala: o deserto central (particularmente entre os Warlpiri e Warumungu) e no oeste da [[Península do Cabo York . Sistemas gestuais complexos também têm sido relatados nas regiões desérticas do sul, central e ocidental, no Golfo de Carpentária (incluindo o nordeste da Terra de Arnhem e na Ilha Melville (Austrália)), algumas Ilhas do Estreito de Torres, regiões do sul do Fitzmaurice e áreas de [[Kimberley (Austrália Ocidental). Evidências de línguas de sinais em outros lugares são menores, embora tenham sido observados até o sul da costa sul (língua Jaralde de sinais) e há mesmo alguns relatos desde os primeiros anos do século XX do uso de sinais por povos do sul costa oeste. No entanto, muitas dessas línguas de sinais já estão extintas, e de muito poucas há bons detalhes registrados.
Os relatórios sobre o status dos membros surdos dessas diferentes comunidades indígenas com alguns escritores louvando a inclusão das pessoas surdas na vida cultural das comunidades, enquanto outros indicam que os surdos não aprendem a língua de sinais e, como outras pessoas surdas isolados em culturas de audição, desenvolveram um sistema simples de sinal doméstico para se comunicar com sua família. No entanto, um dialeto aborígene australiano de uma ilha do estreito de Torres, Auslan é falado e entendido no extremo norte de Queensland (entre Yarrabah e Cabo York), que é fortemente influenciado pelas línguas de sinais indígenas e sistemas gestuais da região. 
Línguas de sinais foram observados no norte de Queensland desde 1908 (Roth). As primeiras pesquisas em sobre línguas indígenas de sinais foram feitas pelo linguista americano La Mont West e, mais tarde, com mais profundidade, pelo linguista inglês Adam Kendon.

## Línguas
Kendon (1988) listou as seguintes línguas:
- Arrernte **
- Dieri (Diyari) ** (extinta)
- Djingili * (não-Pama–Nyungan)
- Jaralde (extinta)
- Kaititj (Kaytetye): Akitiri **
- Kalkutungu * (extinta)
- Manjiljarra
- Mudbura *
- Ngada
- Pitha Pitha * (extinta)
- Ilhéus do Estreito de Torres
- Umpila *
- Warlmanpa **
- Warlpiri **
- Warluwara * (extinta)
- Warumungu **
- Deserto Ocidental (Kardutjara, Yurira Watjalku) *
- Worora (p/ parentes)
- Yir Yoront *
- Yolŋu (Murngin)

* "Desenvolvida" (Kendon 1988)
** "Muito desenvolvida"